# شارع جامعة اليرموك
شارع شفيق ارشيدات أو شارع جامعة اليرموك هو من أهم الشوارع الحيوية في مدينة إربد الاسم الرسمي لشارع جامعة اليرموك حسب خريطة إربد هو شارع شفيق ارشيدات. سمي الشارع بهذا الاسم نسبة إلى السياسي شفيق ارشيدات. يحد شارع شفيق أرشيدات من جانب سلسلة من المحلات من بينها مقاهي الإنترنت، ومن الجانب الآخر جامعة اليرموك ثاني أكبر جامعة في المملكة بعد الجامعة الأردنية في عمان. ويدرس في الجامعة نحو 19 ألف طالب وطالبة يشكلون الغالبية العظمى من رواد مقاهي الإنترنت.

## دخوله موسوعة غينيس
في عام 1996 كان شارع شفيق ارشيدات لا يضم أكثر من أربعة مقاهي إنترنت. وفي عام 2001 ترشّح الشارع لموسوعة جينيس للارقام القياسية حيث ضم 105 مقاهي إنترنت بالرغم من ان طوله لا يتجاوز كيلومترا واحدا، إذ يمثل الشارع ظاهرة لافتة للنظر في الأردن الذي يسعى لأن يجعل من صناعة التكنولوجيا المعلوماتية أحد أهم مصادر الدخل من العملات الأجنبية، والذي يعمل على إنشاء «حكومة إلكترونية».
قامت وكالة صحافة فرنسية بتأكيد أنهم لم يجدوا شارعا مماثلا مسجلا في الموقع الإلكتروني لموسوعة الأرقام القياسية.
يقول أستاذ الصحافة بجامعة اليرموك محمد المحتسب إن «ما يقرب من سبعين بالمائة من طلبة الجامعة ليسوا من إربد أصلا، وبالتالي تصبح مقاهي الإنترنت الوسيلة الأساسية لقضاء أوقات الفراغ في المدينة والتي يغلب عليها قليلا الطابع الريفي».
وأمر العاهل الأردني الملك عبد الله الثاني بإطلاق مبادرة تهدف إلى جذب استثمارات أجنبية بقيمة 150 مليون دولار في صناعة تكنولوجيا المعلومات حتى العام 2004، وإلى توفير ثلاثين ألف فرصة عمل، وكذلك إلى إيجاد صادرات بقيمة 550 مليون دولار في هذا المجال.
وأشارت دراسة أجراها مؤخرا أستاذ بقسم الصحافة في جامعة اليرموك إلى أن الفئة العمرية 18 - 22 عاما شكلت أكبر نسبة من رواد مقاهي الإنترنت في عمان وإربد، إذ بلغت أكثر من 44 بالمائة.
ومنها أصبحت مدينة اربد أول مدينة أردنية استطاعت إدخال الأردن موسوعة غينيس العالمية للأرقام القياسية وذلك بأكبر عدد من مقاهي (الإنترنت) في أقصر شارع، واستطاعت أيضا بدخول موسوعة غينيس للمرة الثانية بعدد المطبات في الشوارع.